# Matadero (película)
Matadero es una película de suspenso argentina-española-francesa de 2022 basada en la novela El matadero (1871) de Esteban Echeverría y está dirigida por Santiago Fillol. Narra la historia de un joven grupo de actores que en pleno rodaje de una película se ven rodeados por una violenta persecución militar. Está protagonizada Julio Perillán, Malena Villa, Ailín Salas, Rafael Federman y Lina Gorbaneva. La película fue estrenada mundialmente el 10 de agosto de 2022 durante el Festival Internacional de Cine de Locarno en Suiza, mientras que su lanzamiento limitado en los cines de Argentina fue el 1 de diciembre de 2022.

## Sinopsis
La historia está ambientada en el año 1975 y sigue a Jared, un cineasta estadounidense que llega junto a su asistente de dirección a La Pampa para rodar una película sobre la primera rebelión de la clase obrera contra sus patrones, lo cual desata una violenta persecución que afecta a los jóvenes actores de la cinta que los lleva a involucrarse en una especia de militancia política clandestina.

## Reparto
- Julio Perillán como Jared Reed
- Malena Villa como Vicenta
- Ailín Salas como Bárbara
- Rafael Federman como Lisandro
- Lina Gorbaneva como Sheila
- Ernestina Gatti
- David Szechtman
- Eva Bianco
- Gustavo Javier Rodríguez
- Lucas D'Amario
- Hernán Sevilla

## Recepción

### Comentarios de la crítica
Diego Brodersen de Página/12 comentó que «el terror como género cinematográfico sobrevuela las casi dos horas del film de Fillol, pero nunca toma la delantera», sin embargo, destacó que se trata de una cinta «elegante, con un trabajo de fotografía realmente notable», mientras que «Ailín Salas y Malena Villa sobresalen». Cristian Pestana de Soy de cine otorgó a la película 2 de 5 estrellas, diciendo que «Matadero es una curiosidad meta cinematográfica que cuenta con una fotografía soberbia y una premisa llena de potencial, pero el desarrollo de su historia es deficiente y el ritmo anodino que le imprime su director la convierte en una experiencia tediosa y carente de sustancia». Juan Pablo Russo de Escribiendo cine valoró el trabajo general de la película, asegurando que «Fillol, representa de manera simbólica, a través de una puesta en escena austera, dominada por lo corporal y discursivo, pero donde las imágenes cobran valor gracias a la descomunal fotografía de Mauro Herce que realza los aspectos visuales en toda su magnitud».
En una reseña para Micropsia, Diego Lerer escribió que «Matadero de Fillol es una película que funciona a mitad de camino entre su ambición teórica y su potencia narrativa», aunque también la describió como «una película bella, brusca e inteligente que, por momentos, se maneja de un modo más torpe o mecánico en las cuestiones estrictamente narrativas o actorales». Paula Vázquez Prieto de La Nación mencionó que los personajes están «construidos con actuaciones muy dispares» y que «pocas de las ideas esbozadas logran tender verdaderos lazos con la cuestión de la identidad nacional y su relación con la violencia política».

### Premios y nominaciones
| Lista de premios y nominaciones | Lista de premios y nominaciones           | Lista de premios y nominaciones | Lista de premios y nominaciones | Lista de premios y nominaciones | Lista de premios y nominaciones |
| Año                             | Organización                              | Categoría                       | Nominado/a(s)                   | Resultado                       | Ref(s)                          |
| ------------------------------- | ----------------------------------------- | ------------------------------- | ------------------------------- | ------------------------------- | ------------------------------- |
| 2022                            | Festival Internacional de Cine de Locarno | Leopardo de Oro                 | Matadero                        | Nominado                        | [ 11 ]                          |
| 2022                            | Festival de Cine Europeo de Sevilla       | Giraldillo de Oro               | Matadero                        | Nominado                        | [ 12 ]                          |
| 2022                            | Festival de Cine Europeo de Sevilla       | Mejor fotografía                | Mauro Herce Mira                | Ganadora                        | [ 13 ]                          |
| 2023                            | Premios Cóndor de Plata                   | Mejor diseño de vestuario       | María Teresa Riveras            | Nominada                        | [ 14 ]                          |